# L'aile ou la cuisse
L'Aile ou la cuisse (De vleugel of de bout) is een Franse film uit 1976. De regie was in handen van Claude Zidi. Louis de Funès speelt de hoofdrol. De film is een satire en parodie op de houding van Fransen tegenover hun keuken en restaurants. In België en Nederland kwam de film uit onder de titel Wie dan leeft, wie dan zorgt.

## Plot
Charles Duchemin (Louis de Funès) wordt in de wereld van de Franse haute cuisine algemeen geëerd en gevreesd als de verpersoonlijking van de goede smaak. Zijn macht dankt hij aan zijn Guide Duchemin. Hij reist incognito de Franse restaurants af en beschrijft, geholpen door zijn fabelachtig fijn ontwikkelde smaakzin, zijn bevindingen in zijn gids, die internationaal gebruikt wordt als kwaliteitsmaatstaf voor de Franse restaurants. Het verkrijgen, behouden of verliezen van Duchemin-ster(ren) kan een chef-kok maken of breken. Over enkele weken zal Duchemin worden ingehuldigd als lid van de Académie française.
Hij heeft besloten volgend jaar met pensioen te gaan en veronderstelt dat zijn zoon Gérard hem zal opvolgen. Maar die durft zijn vader niet te zeggen dat hij daar eigenlijk niets voor voelt en in werkelijkheid clown is in een circus dat voorstellingen geeft in de omgeving van Parijs.
Jacques Tricatel is Duchemins grote tegenstrever. Hij heeft een grote keten opgezet van zelfbedieningsrestaurants langs de Franse autosnelwegen. Het voedsel in deze restaurants wordt fabrieksmatig geproduceerd en is goedkoop. Sinds kort breidt Tricatel zijn markt uit door klasserestaurants over te nemen en ook daar gebruik te laten maken van Tricatel-producten. Tricatel beschrijft zijn keten als "voedselproducent voor de gewone mens die overal ter wereld te vinden is". Hij stelt Duchemin voor als een man die enkel rekening houdt met een select groepje van rijke, verwaande mensen die ver afstaan van de alledaagse maatschappij.
Duchemin staat op het punt een reis door Frankrijk te maken om hotel-restaurants te evalueren. Hij wil dat zijn zoon ook eens meegaat; ze hebben zo'n reis nog nooit samen gemaakt. Gérard wil niet, tot hij verneemt dat Marguerite ook meegaat. Zij is een jonge Nederlandse uitzendkracht, en is in dienst als tijdelijke vervangster van Duchemins vaste secretaresse, die haar been heeft gebroken. Gérard geeft de circusdirecteur het reisplan, zodat het circus hem kan volgen. Tricatel verneemt via zijn eigen spion Lambert dat Duchemin op reis gaat. Hij geeft hem de opdracht om Duchemin te volgen.
Onderweg verschijnt tijdens het avondeten plots een opdringerige man aan de tafel van de Duchemins. Nadat de man door de hoteleigenaar naar buiten is gewerkt, verlaat Gérard plotseling de tafel, zeggende dat hij dringend een telefoongesprek moet voeren. Lambert achtervolgt hem en komt zo in het circus terecht, waar hij even later Gérard herkent als een van de clowns. De opdringerige man kwam Gérard halen omdat het tijd was voor zijn nummer.
Een paar dagen later krijgt Duchemin senior tijdens het avondeten plots telefoon van een anonieme beller (Tricatel), die hem vertelt dat zijn zoon binnen enkele minuten het restaurant zal verlaten, zogenaamd om een telefoongesprek te voeren, maar in werkelijkheid om als clown op te treden in een nabijgelegen circus. Als Gérard even later inderdaad de tafel verlaat om te bellen, achtervolgt Duchemin hem en komt zo in de voorstelling terecht, waar hij het slachtoffer wordt van een act. Hij ontsteekt in woede, roept uit dat zijn zoon op staande voet ontslagen is, en loopt weg uit de voorstelling, terug naar het hotel.
Maar ook daar zijn de rapen gaar. De hoteleigenaar blijkt te weten wie Duchemin, die incognito in het hotel verblijft, in werkelijkheid is. Geruïneerd door een negatieve bespreking in de gids, waarbij hem al zijn sterren werden afgenomen, heeft hij geen andere uitweg gezien dan zijn hotel aan Tricatel te verkopen, waarna het afnemer is geworden van Tricatels inferieure massaproducten. Uit wraak dwingt hij Duchemin om alle overschotten van de laatste dagen op te eten. Duchemin krijgt een acute voedselvergiftiging, en nog erger: hij verliest zijn smaak, genaamd ageusie.
Tot overmaat van ramp is er binnen enkele dagen een rechtstreeks televisie-duel tussen de directeuren van de Tricatel-keten en van de Duchemin-gids. Tricatel, die van de toestand van Duchemin op de hoogte is gebracht, wil Duchemin daar diverse haute cuisine-gerechten laten keuren om de natie ervan te overtuigen dat de Duchemin-gids boerenbedrog is.
Duchemin ziet nog maar één oplossing: hij moet zich verzoenen met Gérard. Op de dag van de uitzending dringen ze de fabriek van Tricatel binnen, en zien daar hoe alle Tricatel-producten synthetisch wordt geproduceerd: sla wordt gestanst uit een groen lapje kunststof; vis en kip worden vervaardigd door een kleurloze pasta om een skeletje heen te gieten, het resultaat in een mal de juiste vorm te geven, en met verf in de juiste kleuren af te werken.
Tricatel krijgt in de studio van een van zijn medewerkers te horen dat de Duchemins in zijn fabriek zijn doorgedrongen. Lambert stelt voor om de politie te bellen, maar Tricatel geeft opdracht "hen te laten verdwijnen via een extra productie van vleesconserven". De bewaking drijft daarop de Duchemins naar een koelcel met slechts één uitgang: een stortkoker, verbonden met een machine die het vlees snijdt en in blikken verpakt. Duchemin senior vertrouwt de stortkoker niet en stelt voor om hun stropdassen rond een vleesklomp te doen en deze door de stortkoker te laten zakken. Als de bewakers blikjes met een stropdas van de lopende band zien komen, concluderen ze dat de Duchemins dood zijn. Zo kunnen beiden de fabriek ongemerkt en ongedeerd verlaten; alleen is Duchemin senior in een van de machines zijn horloge kwijtgeraakt.
In de televisiestudio komt Gérard op het podium voor de smaaktest. Tricatel protesteert: de smaaktest zou worden uitgevoerd door de directeur van de Duchemin-gids. Maar Gérard is door zijn vader zojuist tot directeur benoemd. En nu blijkt dat de zoon de perfecte smaakzin van zijn vader heeft: van elk gerecht kan hij tot in detail zeggen wat er in zit. Als hij echter vervolgens een glas wijn krijgt voorgezet, weet hij de wijn niet te herkennen, tot genoegen van Tricatel. Duchemin senior ziet dit op een monitor en stapt de uitzending binnen. Ook hier protesteert Tricatel tegen maar omdat het thema van het programma "alles mag" is kan hij er niets tegen inbrengen. Na uitvoerig onderzoek weet Duchemin, geheel op het gezicht, het precieze jaar te noemen en zelfs de precieze helling waarvan de wijn afkomstig is. Het is een Château Léoville Las Cases uit 1953.
Duchemin stelt voor dat Tricatel nu de uitdaging aanneemt om zelf een eettest te ondergaan. Met veel tegenzin stemt Tricatel in. Duchemin vertelt het publiek dat Tricatel een bedrieger is: "hij eet zelf niet van zijn producten voor de gewone man". Tricatel vindt de gerechten die hij krijgt voorgezet wansmakelijk slecht en beweert dat Duchemin hem wil vergiftigen. Daarop verklaart Duchemin dat de producten afkomstig zijn uit de Tricatel-fabriek. Vervolgens laat een cameraman een toevallig opgenomen testfragment zien, waarin Tricatel Lambert de opdracht gaf om de Duchemins te vermoorden in zijn fabriek. De ondergang van Tricatel is een feit.
In de laatste scène wordt Duchemin ingehuldigd als lid van de Académie française, met een maaltijd die wordt aangekondigd als een eerbetoon aan hem, omwille van zijn bijdrage aan de haute cuisine. Hij snijdt zijn truffelpastei aan en vindt zijn horloge.

## Rolverdeling
| Acteur            | Personage                                     |
| ----------------- | --------------------------------------------- |
| Louis de Funès    | Charles Duchemin                              |
| Coluche           | Gérard Duchemin                               |
| Ann Zacharias     | Marguerite #2                                 |
| Julien Guiomar    | Jacques Tricatel                              |
| Claude Gensac     | Marguerite #1                                 |
| Georges Chamarat  | decaan van de Académie française              |
| Jean Martin       | dokter                                        |
| Fernand Guiot     | Dubreuil                                      |
| Gérard Boucaron   | Ficelle                                       |
| Antoine Marin     | een medewerker van Duchemin en oud-loodgieter |
| Yves Afonso       | de valse loodgieter                           |
| Raymond Bussières | Henri, de chauffeur van Duchemin              |
| Philippe Bouvard  | zichzelf                                      |
| Marcel Dalio      | kleermaker                                    |
| Vittorio Caprioli | Vittorio                                      |
| Daniel Langlet    | Lambert                                       |
| Martin Lamotte    | Roland, de circusdirecteur                    |
| Paul Bisciglia    | bagagedrager                                  |
| Aurora Maris      | Gina                                          |

## Trivia
- De naam Duchemin is afgeleid van Dumont en Michelin, twee uitgevers van gidsen met restaurantbeoordelingen.
- Naam en personage van Tricatel zijn afgeleid van Jacques Borel, die de eerste keten van zelfbedieningsrestaurants opzette langs de Franse autosnelwegen, die zich in de tijd dat de film verscheen in razend tempo over Frankrijk verspreidden. Een vergelijkbare keten was later het Belgische Carestel. De naam lijkt ook op Tricastin, een regio die in heel Frankrijk bekend is om zijn wijn en zijn zwarte truffels.
- De film won een Golden Screen in 1978.